# 緋尾乃嵩巳
緋尾乃 嵩巳（ひびの たかみ）は、日本のイラストレーター・漫画家。旧名義は義仲 翔子（よしなか しょうこ）、緋尾乃 稔巳（ひびの としみ）。
『スレイヤーズ』シリーズのコミカライズを執筆。代表作は『ロスト・ユニバース』。『武官弁護士エル・ウィン』等、ライトノベルのイラストを担当していた。緋尾乃嵩巳名義では漫画家としてのみ活動している。

## 作品

### 義仲翔子名義
- マジカル・シティ・ナイト（イラスト）
- アルティメット・ブレイド（イラスト）
- 銀の弾丸（コミック）
- 超爆魔道伝スレイヤーズ（コミカライズ）
- ロスト・ユニバース（イラスト、コミカライズ）
- 武官弁護士エル・ウィン（イラスト）

### 緋尾乃稔巳名義
- 49デイズドライバーSich days driver（2006年12月～2007年5月まで月刊ドラゴンマガジン連載）
- レジーナ（2006年9月より不定期で2007年12月まで月刊コミックリュウ連載）

### 緋尾乃嵩巳名義
- 百花繚乱 サムライブライド（2013年3月よりコミック・ダンガン連載、コミカライズ）